# Renate Steiner
Renate Steiner (* 11. Juni 1924 in Aachen; † 15. Oktober 1991) war eine hessische Politikerin (SPD) und Abgeordnete des Hessischen Landtags.

## Ausbildung und Beruf
Renate Steiner legte 1943 ihr Abitur in Wiesbaden ab und leistete anschließend Reichsarbeitsdienst und Kriegshilfsdienst (Straßenbahneinsatz im Ruhrgebiet). 1944 bis 1949 studierte sie Biophysik und arbeitete 1949 bis 1952 als wissenschaftliche Mitarbeiterin am Max-Planck-Institut für Biophysik Frankfurt am Main. Seit 1952 war sie Lektorin im Franz-Steiner-Verlag Wiesbaden, einem familieneigenen, wissenschaftlichen Verlag.

## Politik
Renate Steiner war in der SPD in verschiedenen Vorstandsfunktionen tätig. Sie war von 1964 bis 1968 Stadtverordnete in Wiesbaden. Am 1. Februar 1968 rückte sie für Rudi Schmitt in den Hessischen Landtag nach, dem sie bis zum 30. November 1970 angehörte.

## Sonstige Ämter
Renate Steiner war Vorstandsmitglied der Volkshochschule Wiesbaden, ab 1966 Vorsitzende  des Arbeiter-Samariter-Bundes (ASB) Bezirk Hessen-Süd und 1968 des ASB Wiesbaden. 

## Ehrungen
- 1971: Verdienstkreuz am Bande der Bundesrepublik Deutschland